# Polskie Towarzystwo Kryminalistyczne
Polskie Towarzystwo Kryminalistyczne – polska organizacja naukowa utworzona w 1973 w Krakowie z inicjatywy Brunona Hołysta, Tadeusza Hanauska i Jana Markiewicza.

## Cele
Do celów Towarzystwa należy „rozwijanie zainteresowań, organizowanie działalności naukowej, naukowo-technicznej, oświatowej, informacyjnej, upowszechniającej, wspomagającej, ochronnej, pomocowej oraz innej w sferach przyjętych w statucie zadań pożytku publicznego, podejmowanych na rzecz ogółu społeczności kryminalistycznej, grup wyodrębnianych ze względu na szczególnie trudną sytuację życiową lub materialną w stosunku do społeczeństwa, jak również na rzecz członków Towarzystwa”.
Według danych z 2019 Towarzystwo skupia ok. 600 członków.

## Władze
Towarzystwo posiada następujące władze: 1) Zjazd Towarzystwa, 2) Zarząd Główny, 3) Komisja Rewizyjna, 4) Sąd Koleżeński, 5) Rada Naukowa.
W 2019 w skład Zarządu Głównego PTK wchodzili:
- prof. dr hab. Mariusz Kulicki – prezes honorowy
- prof. nadzw. dr hab. Bronisław Młodziejowski – prezes
- dr hab. prof. nadzw. WSB Mieczysław Goc – wiceprezes
- prof. nadzw. dr hab. Jarosław Moszczyński – wiceprezes
- dr Waldemar Suszczewski – skarbnik
- mgr Kamila Nowicka-Kiliś – sekretarz
- dr hab. Marek Leśniak
- prof. dr hab. Tadeusz Tomaszewski
- prof. dr hab. Janina Zięba-Palus
- dr Małgorzata Żołna[3]

Radę Naukową Towarzystwa tworzą:
- prof. dr hab. Tadeusz Tomaszewski – przewodniczący
- prof. dr hab. Janina Zięba-Palus – wiceprzewodnicząca
- prof. dr hab. Tadeusz Widła – wiceprzewodniczący
- dr Aleksandra Tucholska-Lenart – sekretarz
- dr Andrzej Filewicz
- prof. dr hab. Piotr Girdwoyń
- prof. dr hab. Ewa Gruza
- prof. dr hab. Hubert Kołecki
- dr Waldemar Krawczyk
- prof. nadzw. dr hab. Bronisław Młodziejowski
- prof. nadzw. dr hab. Jarosław Moszczyński
- prof. dr hab. Bogusław Sygit
- dr hab. Maciej Trzciński prof. nadzw. UWr
- prof. dr hab. Jarosław Warylewski
- dr hab. Jolanta Wąs-Gubała[3]

Konsultantami Rady Naukowej PTK są m.in. dr hab. Monika Całkiewicz prof. ALK, dr hab. Maria Kała, prof. dr hab. Jerzy Kasprzak, dr hab. Anna Koziczak prof. nadzw. UKW, dr hab. Violetta Kwiatkowska-Wójcikiewicz prof. UMK, prof. dr hab. Józef Wójcikiewicz.